# Полковник
Полкòвник (във флота: капитан I ранг) (от старославянската дума „полк“ ) е старши офицерско военно звание във въоръжените сили (ВС) на редица страни. Полковникът може да бъде член на висшия команден състав, командвайки войскова част, способна да води самостоятелни бойни действия.
В Българската армия това е най-високото звание при старшите офицери. То е разположено между званията подполковник и бригаден генерал. Във ВМС званието полковник за офицерите от корабния състав съответства на капитан I ранг. 
| Военни звания        |           |                          |
| младши: Подполковник | Полковник | старши: Бригаден генерал |

Отличителни знаци на парадната униформа са жълти пагони на раменете с 2 надлъжни черти и 3 четириъгълни звезди, симетрично разположени в равностранен триъгълник във външната част на пагона. Чертите и обиколката на пагона от 3 страни са червени за полковник от Сухопътните войски (СВ), светлосини за полковник от Военно-въздушните сили (ВВС) и черни за капитан I ранг от Военно-морските сили (ВМС). Звездите са бели за СВ и ВМС и жълти за ВВС. На полевата униформа чертите и звездите са черни. На пагоните са разположени по същия начин, а над козирката на шапката има правоъгълен стикер с 2 хоризонтални черти и над тях са трите звезди в една линия.
Пределната възраст за кадрова военна служба в Българската армия (БА) на офицерите със звание „полковник/капитан I ранг“ е 56 г., а ако заемат длъжност, за която се изисква хабилитация – 57 години.  
Ако не са упражнили правото си на пенсия, пределната възраст е с 3 години по-висока. 

## Име в някои държави
Във въоръжените сили на държавите званието има различни имена:
- В България и Русия – полковник;
- В Полша – пулкòвник (pułkownik);
- В Чехия и Словакия – плукòвник (plukovník);
- В САЩ, Великобритания, Канада, Индия, Пакистан и други държави, които са взели за основа англосаксонския модел на военните дела – кàлнел (colonel);
- Във Франция и други държави, които са взели за основа френския модел на военните дела – колонèл (colonel, съкратено COL), важи и за Военноморската жандармерия. Обръщението към офицера е „мон колонèл“ (mon colonel) /за мъж/ или „колонèл“ /за жена/. За някои структури званието има друго име, а за ВМС званията, съответстващи на „капитан I ранг“ са различни в зависимост от вида войска и длъжността: [4][5][6][7]

- - Корпус на флотските екипажи, Технически корпус на ВМС, Марсилски батальон моряци-пожарникари – капитан на кораб (капитен дьо весо – capitaine de vaisseau, съкратено CV). Обръщението към офицера е „командàнт“ (commandant), а псевдонимът на званиието е „кап дьо во“ (cap-de-vau).
  - Корпус инженери на техническите науки и морските работи – главен инженер I клас (инженьор ан шеф дьо прьомиер клас – ingénieur en chef de 1er classe).
  - Технически и административен корпус на ВМС – главен офицер I клас (офисие ан шеф дьо прьомиер клас – officier en chef de 1er classe).
  - Технически и административен корпус по морските дела – главен офицер I клас по морските дела (офисие ан шеф дьо прьомиер клас дез афер маритим – officier en chef de 1re classe des affaires maritimes).
  - Преподаватели по морски науки – главен преподавател I клас (шеф професьор дьо прьомиер клас – chef professeur de première classe).
  - Генерална дирекция по въоръженията – главен инженер /бивш шеф инженер I клас, след втората година на този чин/ (инженьор ан шеф – ingénieur en chef); главен инженер I клас (инженьор ан шеф дьо прьомиер клас – ingénieur en chef de première classe).
  - Оперативна енергийна служба на въоръжените сили (SEO) /Служби за горивата и логистика на горивата (ГСМ)/ – главен инженер I клас (инженьор ан шеф дьо прьомиер клас – ingénieur en chef de première classe).
  - Здравна служба на въоръжените сили – главен медик (медцèн ан шеф – médecin en chef) /разграничение по старшинство и специализация/; директор на персонала извънреден клас (директьор де соанс орс клас – directeur des soins hors classe).
  - Инфраструктурата на отбраната (SID) – главен инженер I клас (инженьор ан шеф дьо прьомиер клас – ingénieur en chef de première classe)
  - Генерален контролен корпус на въоръжените сили (CGA) – контрольор и помощник контрольор на армиите (контрольор дез армè – contrôleur des armées /CDA/, контрольор аджоан дез армè – contrôleur adjoint des armées /CAA/)
  - Военно правосъдие – военен магистрат I клас (магистрàт милитèр дьо прьомиер клас – magistrat militaire de 1re classe).
  - Военна музика – капелмайстор изключителен клас (шеф дьо мюзик дьо клас ексепсионел – chef de musique de classe exceptionnelle)
  - Служба на Комисариата на въоръжените сили (КВС) – главен комисар I клас (комисeр ан шеф дьо прьомиер клас – commissaire en chef de première classe) / комисар полковник (commissaire colonel, съкратено CRE COL).
    - Военните свещеници към КВС притежават единния чин „военен свещеник“, без съответствие в чина с общата военна йерархия (за простота и скромност обикновено се казва, че свещеникът има званието на своя събеседник). Те обаче са приравнени на офицери и в зависимост от изпълняваните отговорности получават различни наименования. След висшите военни духовници следва званието „заместник-главен военен свещеник“ (ау̀моние милитер ан шеф аджоан – аumônier militaire en chef adjoint), което е най-високото за старши военен духовник и по ранг съответства на полковник.

- Във въоръжените сили на Монако – колонèл (colonel), това е най-високото офицерско звание.
- В Белгия, както във Франция – колонèл (на френски colonel, на нидерландски kolonel). За ВВС званието е „колонèл д'aвиасион“ (colonel d'aviation). Обръщението към офицера е „колонèл“ (colonel) /за мъж/ или „колонèль“ (colonelle) /за жена/. За ВМС званието, съответстващо на „капитан I ранг“, е „капитан в морето“ (капитèн-тер-зèе – kapitein-ter-zee, на нидерландски) или „капитан на кораб“ (капитен дьо весо – capitaine de vaisseau, на френски). Обръщението към офицера е „командàнт“ (commandant).
- В Италия – колонèлло (colonnello). За ВМС званието, съответстващо на „капитан I ранг“, е капитан на кораб (капитано ди вашèльло – capitano di vascello).
- В Испания, Португалия и други испаноезични и португалоезични страни – коронèл (coronel).
- В Германия (Прусия), Австрия, Швейцария, Дания, Норвегия и други държави, които възприeмат пруския модел на военните дела като основа – òбаест (Oberst).
- В Швеция – йòобеще (överste – полковник) и йòобеще ав у̀ще грьòден  (överste av 1:a graden – полковник 1 клас).
- В Румъния – колонèл (colonel) / за ВМС командор (comandor).
- В Гърция: СВ – си́дагматархис (Συνταγματάρχης), ВВС – сми́нархос (Σμήναρχος), Брегова охрана – пѝеярхос (Πλοίαρχος).
- В Османската империя и Турция – миралай (miralay) [8], алайбей (alaibeg) [9] и албай (albay).
- В Израел – алуф мишне (אלוף משנה‏‎).

## Отличителни знаци
Пагоните обикновено имат по 3 звезди с различна форма, разположени в триъгълник или надлъжно. В Румъния, Гърция, Франция и други страни за някои родове войски вместо звезди се използват 3 напречни нашивки за старши офицер.
|       | Русия                                   | Русия                 | Русия                       | Русия                              | Русия                             | Русия              | Русия        | Русия   | Русия | Русия | Русия |
| ----- | --------------------------------------- | --------------------- | --------------------------- | ---------------------------------- | --------------------------------- | ------------------ | ------------ | ------- | ----- | ----- | ----- |
| Пагон |                                         |                       |                             |                                    |                                   |                    |              |         |       |       |       |
|       | Въздушно-космически войски (от 2010 г.) | СВ, РВСН (от 2010 г.) | Морска авиация (от 2010 г.) | Брегови войски на ВМФ (от 2010 г.) | Пaраден на СВ и РВСН (от 2010 г.) | Полеви (1994—2010) | Полиция СМВЧ | Гвардия | МЧС   | ФСИН  | ФССП  |

|                   | Румъния | Румъния | Румъния  | Гърция        | Гърция    | Гърция   |
| ----------------- | ------- | ------- | -------- | ------------- | --------- | -------- |
| Род войски        | СВ      | ВВС     | ВМС      | СВ            | ВВС       | ВМС      |
| Национално звание | Colonel | Colonel | Comandor | Си́дагматархис | Сми́нархос | Пѝеярхос |
| Пагон             |         |         |          |               |           |          |
| Ръкавен знак      |         |         |          |               |           |          |

- Турция
- Полковник (албай – на турски: albay‏‎) от Сухопътните войски.
- Полковник (албай – на турски: albay‏‎) от Военно-въздушните сили.
- Капитан I ранг (албай – на турски: albay‏‎‏‎) от ВМС и бреговата охрана.
- Полковник (албай – на турски: albay‏‎) от жандармерията.

| Род войски        | СВ        | ВВС       | ВМС                  | Карабинери |
| Национално звание | Colonello | Colonello | Capitano di vascello | Colonello  |
| Пагон             |           |           |                      |            |
| Ръкавен знак      |           |           |                      |            |

- Франция
- Полковник от СВ, комплект на пагон тип „тунел“
- Полковник от СВ, подвижна част на пагон тип „тунел“
- Полковник (colonel) от Въздушно-космическите войски
- Капитан I ранг (capitaine de vaisseau) от ВМС
- Полковник от жандармерията на ведомствения, задграничния, въздушния транспорт и въоръжението
- Полковник от мобилната жандармерия
- Полковник от републиканската гвардия
- Полковник от жандармерията на технически и административни органи
- Полковник от жандармерията на въздушните сили
- Полковник от морската жандармерия
- Комисар полковник / шеф комисар I клас от Комисариата на въоръжените сили (КВС)
- Комисар полковник / шеф комисар I клас от Службата на ВВС в Комисариата на ВС
- Полковник главен оръжеен инженер I клас в Генерална дирекция по въоръженията (бивш шеф инженер I клас, след втората година на този чин)
- Полковник главен инженер-проектант/ технолог I клас в Генерална дирекция по въоръженията (бивш шеф инженер I клас, след втората година на този чин)
- Полковник: по логистиката на горивата (ГСМ) / главен енергиен инженер I клас по горивата от Оперативната енергийна служба (SEO)
- Полковник шеф-медик (главен: лекар/ фармацевт/ дентален хирург/ ветеринарен лекар от 4-то ниво)
- Полковник директор извънреден клас на обслужващия персонал във военните болници (военни медицински сестри и техници)
- Полковник главен инженер I клас от Инфраструктурата на отбраната (SID)
- Контрольор и помощник контрольор на армиите от Генералния контролен корпус на въоръжените сили (CGA)
- Полковник военен магистрат I клас (MCOL) от Военното правосъдие
- Християнски заместник-главен военен свещеник (ЗГВС) на СВ
- Християнски ЗГВС на ВВС
- Християнски ЗГВС на ВМС
- Еврейски ЗГВС на СВ
- Еврейски ЗГВС на ВВС
- Еврейски ЗГВС на ВМС
- Мюсюлмански ЗГВС на СВ
- ЗГВС на жандармерията

- Белгия

- Германия
- Щандартенфюрер / оберфюрер (ОФ-5) от войските на СС (на немски: Standartenführer / Oberführer der Waffen-SS).
- Полковник (нем. Oberst) от кайзеровската армия, райхсвера и вермахта.
- Полковник от Националната народна армия на ГДР.
- Полковник в генералния щаб [Oberst im Generalstab (Oberst i.G.)] на Сухопътните войски на Бундесвера (ОФ-5).

- Други държави
- Полковник (на английски: сolonel) от армията на САЩ.
- Знаци на яката на полковник от армията на конфедераторите.
- Полковник от армията на Канада.
- Полковник от ВВС на Канада.
- Полковник (фр. colonel,
 ит. colonello‏‎, нем. Oberst) от ВС на Швейцария.
- Капитан I ранг от ВМС на Великобритания, Норвегия, Дания, Словения и др.
- Полковник от Въоръжените сили на Узбекистан.
- Полковник от Въоръжените сили на Киргизия.
- Полковник (алуф мишне – на иврит: אלוף משנה‏‎) от Сухопътните войски на Израел.
- Полковник (алуф мишне – на иврит: אלוף משנה‏‎) от Военно-въздушните сили на Израел.
- Полковник (алуф мишне – на иврит: אלוף משנה‏‎) от Военно-морските сили на Израел.
- Полковник от Въоръжените сили на Тунис
- Полковник (коронел – на португалски: coronel‏‎) от Сухопътните войски на Бразилия.
- Полковник (коронел – на португалски: coronel‏‎) от Военно-въздушните сили на Бразилия.
- Капитан I ранг (капитан на морето и войната – на португалски: capitão de mar e guerra‏‎‏‎) от ВМС на Бразилия.
- Капитан I ранг (капитан в морето – kapitein-ter-zee) от ВМС на Нидерландия

## История
Счита се, че званието „полковник“ е въведено за първи път в стрелецката войска от Иван Грозни. Званието са получавали опитни военачалници, като правило от благороден произход. През 16 век терминът „полковник“ се използвал в Русия като звание на лица, командващи полкове. Войнското звание на полковника е въведено в Русия през 1630-те години за командирите на полкове от „новия строй“. Полковници се наричали също така командирите на полкове (военни и административно-териториални единици) в украинската казашка войска, Запорожката сеч и Казашкото хетманство.
В Руската империя, според „Табелата за ранговете“, въведена от Петър I Велики през 1722 г., полковникът е чин от VI клас, най-старши от щабните офицери.

### Казашко хетманство
Полковник е военно звание по време на националноосвободителната война на украинския народ, водена от хетман Богдан Хмелницки през 1648-1657 г. срещу Полско-литовското иго, както и в създаденото след това Казашко хетманство, като лицето с това звание оглавява военна и административно-териториална единица – полк.
Полковникът се назначава от хетмана или се избира на Полковия казашки съвет със съгласието и последващото одобрение на руското царско правителство, като съсредоточава в ръцете си военната, цивилната изпълнителна власт, както и съдебната власт. На територията на полка полковникът оглавява полковата старшина (полковото правителство), изпълнява указанията и заповедите на хетмана, отговаря за финансите, оглавява съдебната система и т. н. Във военно отношение той отговаря за състоянието на военните подразделения, формирани на територията на полка. Полковникът се гриже за боеспособността на пока, осигурява дисциплината и материалното обезпечение, грижи се за състоянието на укрепленията и т. н. В случай на смърт, уволняване или отстраняване на даден полковник се назначавал временно изпълняващ задълженията на полковник, избиран измежду офицерите на полка или заможни казаци.
Освен функциите на казашки пълководец по време на военни кампании, военни действия и битки, той набира, мобилизира и екипира войската, осигурява пограничната и стражева служба, изгражда и поддържа укрепленията, и е пълновластен господар на територията на полка: отговаря за военните и финансовите дела, назначава полковата старшина (регионалното правителство), оглавява Полковия съвет (регионалния Министерски съвет), грижи се за отбраната на територията на полка, упражнява правото си да предоставя поземлени владения на полкови служители, на благородничеството и на духовенството, издава разрешителни за създаване на слободи и хутори, контролира покупко-продажбите на земя в полка и нейните предели, провежда преброявания на населението, изпълнява административно-полицейски функции, отговаря за обществената сигурност, просветата, следи за развитието на вътрешната търговия, поддържа в добро състояние транспортните трасета, следи за противопожарната безопасност, намесва се в избора на свещеници, в дейността на занаятчийските гилдии и т.н. Полковникът концентрира в ръцете си огромни поземлени владения, които са в основата на икономическото му могъщество.
С руския царски указ от 28 юли 1783 г. казашките полкове на Казашкото хетманство са трансформирани в редовни и карабинерни полкове на руската армия, а бившите казашки полковници, които остават на военна служба, получават съответното военен чин (полковник), а при пенсиониране – бригадирски чин.
Категориите претенденти за полковническа власт са документирани за първи път в Переяславските статии от 1659 г. В тях хетман Юрий Хмелницки въвежда правило, според което изборът на полковници, както и на други старшини, трябва да се извършва не по указание на хетмана, а по волята на „обществото“ и включва редица забрани, разпоредби относно процедурите за назначаване или уволняване на полковници и качествата, които кандидатите трябва да притежават:
| „ | ... - да избирате сред местните жители: „когото си пожелаят измежду своите полкове, а от други полкове да не избират за полковници“. - не се разрешава да се избират невярващи за полковници (както и за други висши старшински длъжности): „В Запорожката войска всеки началник на хора, освен православни християни, от никаква друга вяра хора отрпед небива да са“. - не се разрешава на приели християнството чужденци да заемат висше длъжности: „защото от новопокръстените в армията започват много смут и междуособици, а на тях казаците от Запорожката войска отчитат данъци и лишения | “ |

От хетман Иван Мазепа нататък, тези принципи са нарушени. Правилата не се спазват и от слабоволните хетмани Иван Скоропадски и Даниил Апостол, по чието време непотизмът става особено разпространен.
Длъжността полковник е премахната в процеса на унищожаване на украинската държавност от руското императорско правителство през 1780-те години. Полковниците на Казашкото хетманство, както и други представители на казашката старшина (правителство), са изравнени по права с руското дворянство и се вливат в състава му. В Деснобрежна Украйна, която е под полско-литовско управление, казашките полкове са ликвидирани между 1711–1714 г.

## Известни български полковници
- Аврам Аврамов – главен интендант на Македоно-одринското опълчение
- Анастас Янков – войвода на Върховния македоно-одрински комитет
- Борис Дрангов – военен педагог, командир на 5-и македонски и 9-и пловдивски полк
- Владимир Серафимов – командир на 21-ви Средногорски полк през Балканската война и на 1 бригада от Осма тунджанска дивизия през Първата световна война
- Павел Панов – командир на 36-и пехотен козлодуйски полк през Втората световна война. Герой от Първата и Втората световни войни. Награден с 3 ордена „За храброст“ и 3 ордена „За военна заслуга“.
- Петко Йотов – историк и директор на Националния военноисторически музей
- Петър Дървингов – военен историк, член на БАН, началник-щаб на Македоно-одринското опълчение